# Libytheana motya
Libytheana motya är en fjärilsart som beskrevs av Jean Baptiste Boisduval och Leconte 1833. Libytheana motya ingår i släktet Libytheana och familjen praktfjärilar. Inga underarter finns listade i Catalogue of Life.